# Lot nad kukułczym gniazdem (film)
Lot nad kukułczym gniazdem (One Flew Over the Cuckoo's Nest) – amerykański film fabularny z 1975 roku w reżyserii Miloša Formana, oparty na książce Kena Keseya pod tym samym tytułem wydanej w roku 1962.
Film jest wysoko ceniony przez widzów, w rankingu IMDb Top 250 (najlepsze 250 filmów) jest na 19 miejscu z oceną 8,7.

## Opis fabuły
Pełen życia McMurphy (Jack Nicholson) ma nadzieję, że uda mu się bezboleśnie przetrzymać więzienie, jeśli będzie udawał wariata. Plan, z pozoru dobry, obraca się w klęskę, gdy trafia do domu dla psychicznie chorych. McMurphy stara się rozruszać naszpikowanych lekami pacjentów, co budzi sprzeciw Mildred Ratched (Louise Fletcher), siostry przełożonej. Niedługo dowiaduje się, że w szpitalu ma zostać dłużej niż myślał. Wobec nowej sytuacji, w której się znalazł, namawia innych pacjentów do ucieczki, na co ci z chęcią przystają. Zdobywając sobie zaufanie niektórych z nich, kradnie autobus i wraz z kilkoma chorymi wyjeżdża, po czym wszystkich pakuje na jacht, legitymując się jako doktor pracujący w klinice i tak też przedstawiając swoich współtowarzyszy. Incydent ten, jak również libacja przez niego urządzona na oddziale szpitalnym prowadzi do zaostrzenia konfliktu między McMurphym a Ratched.

## Obsada
Źródło:
- Jack Nicholson – Randle Patrick McMurphy
- Louise Fletcher – siostra Mildred Ratched
- Will Sampson – Wódz Bromden
- Sydney Lassick – Charlie Cheswick
- Danny DeVito – Martini
- Christopher Lloyd – Taber
- Brad Dourif – Billy Bibbit
- Vincent Schiavelli – Frederickson
- William Redfield – Harding
- Michael Berryman – Ellis
- Peter Brocco – Matterson
- Mwako Cumbuka – Warren
- Mews Small – Candy
- Nathan George – Washington
- Josip Elic – Bancini
- Dwight Marfield – Ellsworth, tańczący pacjent

i inni

## Nagrody
Lot nad kukułczym gniazdem zdobył Oscary w pięciu najważniejszych kategoriach:
- dla najlepszego filmu
- dla najlepszego aktora pierwszoplanowego (Jack Nicholson),
- najlepszej aktorki pierwszoplanowej (Louise Fletcher),
- za reżyserię (Miloš Forman),
- dla najlepszego scenariusza adaptowanego

Obraz był nominowany jeszcze w czterech innych kategoriach. Poza filmem Miloša Formana tylko dwóm innym filmom udało się zdobyć Oscary we wszystkich tych kategoriach – były to: Ich noce i Milczenie owiec.
Poza tym film otrzymał nagrody:
- Złoty Glob dla Najlepszego filmu dramatycznego (1975),
- BAFTA dla Najlepszego filmu (1977).

## Film a książka
Wersja książkowa opisuje w przybliżeniu tę samą historię (film pomija pewne wątki, a inne skraca), ale z punktu widzenia Wodza Bromdena, którego rola została w filmie zredukowana (rolę tę grał Will Sampson). Oczami Bromdena, poprzez pryzmat jego choroby psychicznej, widzimy władzę żelaznej ręki Wielkiej Oddziałowej (siostra Ratched) i jak ta władza jest stopniowo osłabiana przez McMurphy'ego. Sam Bromden, olbrzymiej postury Indianin, targany wizjami o ukrytej elektryczno-mechanicznej strukturze otoczenia, choć początkowo udaje głuchoniemego, pod wpływem McMurphy'ego nawiązuje kontakt ze światem i uświadamia sobie, że jego wizje są skutkiem przeżyć z czasów wojny, a poczucie niższości wyniósł z dzieciństwa (tytuł pochodzi z wyliczanki, którą Bromden poznał jako chłopiec, film nie wyjaśnia jego znaczenia, aczkolwiek „Kukułcze gniazdo” jest popularnym slangiem na zakład dla obłąkanych). Książkowy opis szpitala psychiatrycznego bardziej opiera się wspomnianej wcześniej krytyce.